# Lianjiang (socken i Kina, Sichuan)
Lianjiang (kinesiska: 联江乡, 联江) är en socken i Kina. Den ligger i provinsen Sichuan, i den sydvästra delen av landet, omkring 89 kilometer sydväst om provinshuvudstaden Chengdu. Antalet invånare är 10 153. Befolkningen består av 5 092 kvinnor och 5 061 män. Barn under 15 år utgör 14,0 %, vuxna 15-64 år 74 %, och äldre över 65 år 11,0 %.
Genomsnittlig årsnederbörd är 1 442 millimeter. Den regnigaste månaden är juli, med i genomsnitt 387 mm nederbörd, och den torraste är januari, med 12 mm nederbörd.